# Rollstuhlcurling-Weltmeisterschaft 2002
Die Rollstuhlcurling-Weltmeisterschaft 2002 war die 1. Austragung der Welttitelkämpfe im Rollstuhlcurling. Die Premiere fand vom 21. bis 26. Januar des Jahres in der Schweizer Gemeinde Sursee, Kanton Luzern statt. Die Gastgeber konnten einen Sieg (7:6) gegen die Kanadier feiern und gewannen den Weltmeistertitel.
Gespielt wurde ein Rundenturnier (Round Robin), was bedeutet, dass Jeder gegen jeden antritt.

## Teilnehmer
| Bulgarien | Dänemark | England |
| --- | --- | --- |
| Skip: Swetozar Kirow Third: Iwan Chopow Second: Parakew Arsenow Lead: Neli Sabewa Trainer: Dimitar Dimitrow                         | Skip: Preben Nielsen Third: Lars Enemark Second: Kaspar Poulsen Lead: Rosita Jensen Ersatz: Henrik Petersen Trainer: Finn Mikkelsen | Skip: Ian Wakenshaw Third: Noel Thomas Second: Ken Dickson Lead: Ewan Park Trainer: Joan Reed                                   |
| Italien | Kanada | Schottland |
| Skip: Andrea Tabanelli Third: Egidio Marchese Second: Federica Trota Lead: Fabio Tripodi Trainer: Mauro Maino                       | Skip: Chris Daw Third: Don Bell Second: Jim Primavera Lead: Karen Blachford Ersatz: Richard Fraser Trainer: Amy McAninch            | Skip: Frank Duffy Third: Alex Harvey Second: Michael McCreadie Lead: Elaine Lister Ersatz: James Sellar Trainer: Jane Sanderson |
| Schweden | Schweiz | Vereinigte Staaten |
| Skip: Jalle Jungnell Third: Glenn Ikonen Second: Anette Svensson Lead: Bernt Sjöberg Ersatz: Claes Hultling Trainer: Thomas Wilhelm | Skip: Urs Bucher Third: Cesare Cassani Second: Manfred Bolliger Lead: Therese Kämpfer Ersatz: Silvia Obrist Trainer: Stephan Rauch  | Skip: Doug Sewall Third: Wes Smith Second: Danelle Libby Lead: Sam Woodward Ersatz: Mary Dutch Trainer: Jeff Dutch              |

## Tabelle der Round Robin
| Platz | Team               | Spiele | Siege | Ndlg. |
| ----- | ------------------ | ------ | ----- | ----- |
| 1.    | Kanada             | 8      | 7     | 1     |
| 2.    | Schweden           | 8      | 6     | 2     |
| 3.    | Schweiz            | 8      | 5     | 3     |
| 4.    | Schottland         | 8      | 5     | 3     |
| 5.    | Vereinigte Staaten | 8      | 4     | 4     |
| 6.    | England            | 8      | 4     | 4     |
| 7.    | Bulgarien          | 8      | 2     | 6     |
| 8.    | Italien            | 8      | 2     | 6     |
| 9.    | Dänemark           | 8      | 1     | 7     |

## Ergebnisse

### Runde 1
| Begegnung                    | Resultat |
| ---------------------------- | -------- |
| Kanada – Dänemark            | 5:4      |
| Schweiz – Vereinigte Staaten | 7:2      |
| England – Italien            | 1:5      |
| Schweden – Schottland        | 4:3      |

### Runde 2
| Begegnung                       | Resultat |
| ------------------------------- | -------- |
| Bulgarien – Schweiz             | 1:8      |
| Kanada – Schweden               | 6:3      |
| England – Dänemark              | 5:2      |
| Vereinigte Staaten – Schottland | 6:7      |

### Runde 3
| Begegnung                      | Resultat |
| ------------------------------ | -------- |
| Dänemark – Schweden            | 2:4      |
| Vereinigte Staaten – Bulgarien | 9:4      |
| Italien – Kanada               | 3:4      |
| England – Schweiz              | 5:3      |

### Runde 4
| Begegnung                     | Resultat |
| ----------------------------- | -------- |
| Dänemark – Vereinigte Staaten | 9:2      |
| England – Kanada              | 4:6      |
| Schottland – Bulgarien        | 12:2     |
| Schweden – Italien            | 8:2      |

### Runde 5
| Begegnung                    | Resultat |
| ---------------------------- | -------- |
| England – Bulgarien          | 6:3      |
| Vereinigte Staaten – Italien | 7:4      |
| Dänemark – Schottland        | 1:14     |
| Schweiz – Schweden           | 3:5      |

### Runde 6
| Begegnung                    | Resultat |
| ---------------------------- | -------- |
| Kanada – Schottland          | 9:5      |
| Italien – Schweiz            | 4:5      |
| Vereinigte Staaten – England | 8:2      |
| Dänemark – Bulgarien         | 6:7      |

### Runde 7
| Begegnung                     | Resultat |
| ----------------------------- | -------- |
| Schweiz – Kanada              | 5:6      |
| Schweden – Vereinigte Staaten | 5:4      |
| Bulgarien – Italien           | 6:3      |
| Schottland – England          | 8:1      |

### Runde 8
| Begegnung                   | Resultat |
| --------------------------- | -------- |
| Italien – Schottland        | 6:7      |
| Schweden – Bulgarien        | 5:3      |
| Dänemark – Schweiz          | 4:5      |
| Kanada – Vereinigte Staaten | 4:6      |

### Runde 9
| Begegnung            | Resultat |
| -------------------- | -------- |
| Schweden – England   | 4:5      |
| Schottland – Schweiz | 4:5      |
| Bulgarien – Kanada   | 4:6      |
| Italien – Dänemark   | 5:3      |

## Play-off

### Halbfinale
| Team       |    | 1 | 2 | 3 | 4 | 5 | 6 | Gesamt |
| ---------- | -- | - | - | - | - | - | - | ------ |
| Kanada     | 🔨 | 3 | 0 | 1 | 0 | 1 | 3 | 8      |
| Schottland |    | 0 | 1 | 0 | 1 | 0 | 0 | 2      |

| Team     |    | 1 | 2 | 3 | 4 | 5 | 6 | Gesamt |
| -------- | -- | - | - | - | - | - | - | ------ |
| Schweiz  | 🔨 | 0 | 1 | 0 | 2 | 0 | 3 | 6      |
| Schweden |    | 1 | 0 | 1 | 0 | 1 | 0 | 3      |

### Spiel um Bronzemedaille
| Team       |    | 1 | 2 | 3 | 4 | 5 | 6 | Gesamt |
| ---------- | -- | - | - | - | - | - | - | ------ |
| Schottland | 🔨 | 1 | 1 | 2 | 1 | 1 | 0 | 6      |
| Schweden   |    | 0 | 0 | 0 | 0 | 0 | 0 | 0      |

### Finale
| Team    |    | 1 | 2 | 3 | 4 | 5 | 6 | Gesamt |
| ------- | -- | - | - | - | - | - | - | ------ |
| Kanada  |    | 3 | 0 | 2 | 0 | 1 | 0 | 6      |
| Schweiz | 🔨 | 0 | 3 | 0 | 1 | 0 | 3 | 7      |

### Endstand
| Platz | Land               |
| ----- | ------------------ |
| 1     | Schweiz            |
| 2     | Kanada             |
| 3     | Schottland         |
| 4     | Schweden           |
| 5     | Vereinigte Staaten |
| 6     | England            |
| 7     | Bulgarien          |
| 8     | Italien            |
| 9     | Dänemark           |